# Crinio
Crinio, Krinis o Crini (Griego antiguo: Κρίνις) en la mitología griega fue el fundador del templo de "Apolo Sminthios" o "Smintheos" en Crise, Misia. Crinio por alguna razón había provocado la ira del dios Apolo, enviando ratones a sus campos. Una vez Apolo fue a Crise y allí conoció a Orditas, el sumo sacerdote de Crinidos. Orditas recibió al dios con tanta hospitalidad que Apolo se regocijó: liberó los campos del castigo que había enviado, matando a los ratones con sus flechas. Al marcharse, ordenó a Crinio que construyera un templo dedicado a "Apolo Smintheas" (sminth = ratón).